# Etau
Étau, fr., flertal étaux, skruestik, i dette specieller tilfælde er etau et billedskærerværktøj, der anvendes af billedskærer med fransk tradition.

## Ekstern Henvisning
- http://www.baskholm.dk/haandbog/haandbog.html Arkiveret 16. september 2008 hos  Wayback Machine